# Dlouhá hora
Dlouhá hora (německy Langeberg) je vrchol dosahující výšky 748 m n. m. a přírodní rezervace poblíž obce Bílý Kostel nad Nisou v okrese Liberec. Oblast spravuje Krajský úřad Libereckého kraje. Území je součástí Přírodního parku Ještěd.

## Popis hory
Je to úzká vrcholová část severního hřbetu Kryštofových hřbetů na kambrických chlorit-sericitických fylitech a kvarcitických fylitech až kvarcitech, s vyššími severovýchodními svahy (s objekty bývalého vojenského opevnění z první republiky), stupňovitě klesajícími k údolí Lužické Nisy. Hora je zalesněná smrčinami, komplexy bučin až suťových lesů s javorem a jilmem a s bohatým podrostem.

## Geomorfologické zařazení
Hora náleží do celku Ještědsko-kozákovský hřbet, podcelku Ještědský hřbet, okrsku Kryštofovy hřbety, podokrsku Rozsošský hřbet a části Dlouhohorský hřbet.

## Přírodní rezervace
Důvodem ochrany je zachování komplexu přirozených společenstev bučin s výskytem chráněných a ohrožených druhů rostlin. Přírodní rezervace se nachází na východním svahu stejnojmenné hory. Samotný vrchol se na území rezervace nenachází.

## Přístup
Automobilem lze nejblíže dojet do Panenské Hůrky, Andělské Hory či Kryštofova Údolí. Sedlem mezi Dlouhou horou a Vápenným na západě vedou turistické značky modrá, zelená a žlutá. Na Dlouhou horu vede síť neznačených lesních cest.